# Аршак I (цар Парфії)

Аршак I (парф. Aršak)(близько 240 — між 214—211) — перший з відомих каранів, який об'єднав частину племен парнів, що з початку III ст. до н. е. кочували у долині річки Атрек. Фундатор династії Аршакідів.
За античними джерелами, Аршак — харциз з нешляхетних скотарів, який з часом очолив ватагу, що займалася грабунком та розбоєм. В решті решт, після сутичок з іншими аналогічними ватагами, Аршак об'єднав під своєю владою усіх парнів долини річки Атрек. Вельми імовірно, що титул каран Аршак отримав на народних зборах. Наразі ця подія датується приблизно між 245—240 рр. до н. е.
Близько 238 р. до н. е., після жахливої поразки Селевка II під Анкірой, Аршак вдерся до Парфії, у одній з сутичок чи битв вбив її намістника Андрагора та захопив більшу частину цієї сатрапії. Захоплення Парфії парнами призвело до нескінченних конфліктів кочовиків-парнів та тубільних землеробів, як еллінів, так і представників різних іранських народів. Край цій війні за землі поклав Селевк II, який внаслідок зимової військової кампанії 231—230 рр. до н. е. переміг парнів та відновив владу над усією Парфією та долиною Атрека. Власне Аршак був вимушений втікти до апасіаків — іншого кочового народу, що мешкав на берегах Узбою. В решті решт, між Аршаком та Селевком II було укладено певну угоду, за якою парни поверталися на свої землі коло Атреку, але перебували у певній залежності від Селевкідів.
Залежність парнів від Селевкідів тривала близько 12 років, але після поразки Антіоха III при Рафії 22.06.217 до н. е. Аршак з парнами знову вдерлися до Парфії. Захопивши землі Парфії та Гірканії, Аршак проголосив себе правителем новоутвореної держави, а не пізніше 216 р. до н. е. почав бити власну монету з легендою грец. ΑΡΣΑΚΟY арам. krny / грец. ΑΡΣΑΚΟY ΑΥΤΟΚΡΑΤΟΡΟΣ.
Наразі відомі монети Аршака I лише чотирьох емісій, що дає підстави для припущення, що Аршак I помер близько 214-211 рр. до н. е. Йому наслідував його син Аршак II.
Надалі усі представники династії Аршакідів носили тронне ім'я Аршак.

## МонетиАршака I
Монети першого типу.
Відомі монети трьох номіналів: драхми, гемідрахми та оболи.

Аверс. Чоловіча голова у башлику, повернута праворуч.

Реверс. Чоловік у башлику, сидячи на троні, повернутий ліворуч приймає лук (імовірно, як символ влади у кочовиків). Двострочна легенда грец. ΑΡΣΑΚΟΥ / ΑΥΤΟΚΡΑΤΟΡΟΣ на перших двох номіналах, та однострочна грец. ΑΡΣΑΚΟΥ на оболах.
Монети другого типу.
Відомі монети одного номіналу: драхми.

Аверс. Чоловіча голова у башлику, повернута ліворуч.

Реверс. Чоловік у башлику, сидячи на троні, повернутий ліворуч приймає лук. Двострочна легенда грец. ΑΡΣΑΚΟΥ / ΑΥΤΟΚΡΑΤΟΡΟΣ.
Монети третього типу.
Відомі монети двох номіналів: драхми (чотири серії) та діхалки (дві серії).

Аверс. Чоловіча голова у башлику, повернута ліворуч для усіх монет цього типу.

Реверс.
- Драхми. Чоловік у башлику, сидячи на троні, повернутий ліворуч приймає лук. Двострочна легенда грец. ΑΡΣΑΚΟY арам. krny.
- Діхалки. Сагайдак. Легенда грец. ΑΡΣΑΚΟΥ.

Монети четвертого типу.
Відомі чотири серії одного номіналу: драхми.

Аверс. Чоловіча голова у башлику, повернута ліворуч.

Реверс. Чоловік у башлику, сидячи на троні, повернутий ліворуч приймає лук. Двострочна легенда грец. ΑΡΣΑΚΟY арам. knry (хибне написання, замість krny).